# Außer Kontrolle (1996)
Außer Kontrolle (Originaltitel: Chain Reaction) ist ein US-amerikanischer Action-Thriller aus dem Jahr 1996 mit Keanu Reeves, Rachel Weisz und Morgan Freeman.
Im Fernsehen lief er auch unter dem Titel Die Kettenreaktion.

## Handlung
Der Student Eddie Kasalivich arbeitet als Techniker in einem Chicagoer Wissenschaftlerteam um Paul Shannon mit, dem es gelingt, ein sehr kostengünstiges Verfahren zur umweltschonenden Energiegewinnung zu entwickeln, bei dem sauber verbrennbarer Wasserstoff aus Wasser gewonnen wird. Das Team will diese Erkenntnisse der Welt kostenlos zur Verfügung stellen. Bevor jedoch die Nachricht abgeschickt werden kann, kommt es in der Anlage zu einer schweren Explosion, die das gesamte Betriebsgelände und mehrere Häuserblocks zerstört. Der Leiter des Teams Dr. Alistair Barkley kommt ums Leben und die Pläne für das Experiment verschwinden. Eddie entdeckt, dass Dr. Barkley vor der Explosion ermordet wurde und kann sich selbst mit seinem Motorrad gerade noch in Sicherheit bringen.
Das FBI durchleuchtet alle Mitglieder des Wissenschaftsteams. Ein weiterer Techniker, Dr. Lu Chen, wird vermisst. In der Wohnung von Eddie werden 250.000 Dollar gefunden. Jetzt wird Eddie für die Katastrophe verantwortlich gemacht und das FBI ist hinter ihm her. Eddie und seine Kollegin, die Physikerin Dr. Lily Sinclair, erfahren im Fernsehen, dass sie gesucht werden. Sie trennen sich und verabreden sich für einen späteren Zeitpunkt am Bahnhof. Eddie wird erkannt und entkommt durch einen spektakulären Kletterakt an einer sich öffnenden Zugbrücke. Sie fahren daraufhin zu einem sicheren Ort.
Paul Shannon muss währenddessen bei einer Anhörung vor einem Komitee aus Senatoren Bericht erstatten. Auch Shannon wird nun vom FBI observiert. Unbeeindruckt davon fährt Shannon zu einer anderen unterirdischen technischen Anlage „C-Systems Research“, die das gleiche Ziel verfolgt wie die erste. Sie funktioniert jedoch noch nicht. Eine wichtige Information über Frequenzen fehlt, die nur Eddie hat.
Das FBI verfolgt einen Anruf zurück, den Eddie bei Shannon macht, und findet die beiden Flüchtigen. Von einem Hubschrauber aus erschießt ein falscher „Polizist“ einen anderen Polizisten. Eddie und Lily können fliehen und übernachten in einem leer stehenden Haus. Später schicken sie Shannon eine Nachricht und treffen ihn im Museum. Lily wird dort von Shannon entführt und in die C-Systems Research-Anlage gebracht, während Eddie entkommen kann. Dort trifft Lily Lu Chen wieder, der auch von diesen Leuten entführt wurde. Lily und Lu sollen die Frequenz, die die Stabilität des Energiegewinnungsprozesses garantiert und die nur Eddie kennt, finden.
Es stellt sich heraus, dass hinter dieser Anlage eine Verschwörung der Regierung steckt, die von Paul Shannon angeführt wird, mit dem Ziel, neue Technologien zwar zu entwickeln, aber nur schrittweise anstatt frei verfügbar auf den Markt zu bringen, um ein Wirtschaftschaos mit all seinen negativen Konsequenzen zu verhindern. Eddie findet die Anlage und manipuliert sie heimlich, so dass eine weitere Explosion droht, um Lily und sich selbst vor dieser Verschwörung retten zu können. Die Explosion kann nicht verhindert werden, weil Shannons Handlanger Lyman und Lucasz deswegen verrückt spielen. Lyman erschießt gegen den Willen Shannons Lu Chen. Eddie und Lily können im daraus resultierenden Chaos im letzten Augenblick flüchten, genauso wie Paul Shannon, nachdem er Lyman im Aufzug auf der Flucht nach oben erschossen hat, da er bei seinem Handeln zu weit ging (er ließ Dr. Barkley ermorden, schob Eddie das Geld unter und tötete den Polizisten, um ihn noch mehr zu belasten) und zusätzlich beschloss – ebenfalls gegen den Willen Shannons – die Zeugen Eddie und Lily zu töten.
Vor der Explosion hat Eddie die Information über die Anlage und die technischen Details über das umweltschonende Energiegewinnungsverfahren über Fax und Internet an das FBI und an tausende Wissenschaftler auf der ganzen Welt verteilt. So schafft er es, Lily und sich selbst zu entlasten, als das FBI an der zerstörten Anlage eintrifft.
Am Ende des Films besteigt Shannon seinen Wagen und diktiert ein Memo an den CIA-Chef, dass C-Systems Research nicht mehr operativ ist. In einer Szene nach dem Abspann ist zu sehen, wie die Anlage von C-Systems implodiert. Gefolgt vom THX-Logo.

## Kritik
„Aufwendig inszenierter, aber dennoch mittelmäßiger Actionfilm, dessen Charaktere stets im Schatten der Verschwörungen stehen, in die sie zunehmend verwickelt werden. Außerdem erinnern Story und Machart allzu sehr an den Kinoerfolg ‚Auf der Flucht‘.“